# Карельский, Альберт Викторович
Альбе́рт Ви́кторович Каре́льский (31 января 1936, д. Ершовка, Инжавинский район, Тамбовская область — 24 июня 1993, Москва) — российский литературовед, переводчик, доктор филологических наук (1985), профессор МГУ.

## Биография
Родился в семье учителей. С золотой медалью окончил среднюю школу села Красивка (Инжавинский район) в 1953 году.
В 1959 году окончил филологический факультет Московского государственного университета имени М. В. Ломоносова, проходил стажировку в Берлинском университете имени Гумбольдта.
С 1959 года — аспирант, преподаватель на кафедре немецкого языка филологического факультета МГУ. С 1966 года — кандидат филологических наук (диссертация «Тема второй мировой войны в западногерманском романе»), доцент.
В 1973—1978 годах работал в Институте научной информации по общественным наукам АН СССР.
С 1978 года вновь преподавал на филологическом факультете МГУ, профессор кафедры истории зарубежной литературы. Защитил докторскую диссертацию «Драматургия немецкого романтизма первой трети XIX в.: эволюция метода и жанровых форм». В 1980—1990 годах — заместитель главного редактора журнала «Вестник Московского университета». Член Союза писателей СССР.
Известен как переводчик. В переводах А. В. Карельского российские читатели познакомились с произведениями Г. Клейста, Э. Т. А. Гофмана, Й. Эйхендорфа, Г. Бюхнера, Ф. Геббеля, Ф. Ницше, Р.-М. Рильке, С. Георге, Х. Додерера, Р. Музиля, Ф. Кафки, Г. Грасса, К. Вольф, Г. Броха, М. Фриша.
В 1995 году журналом «Иностранная литература» была учреждена премия имени Альберта Карельского за лучшие литературно-критические работы. Похоронен на Химкинском кладбище в Москве.

## Семья
Жена — Эмилия Ларгиевна Рымашевская (26.03.1940 — 08.12.1997), германист, автор немецко-русских словарей.
Сын — Алексей Карельский (род. 1969), переводчик художественной литературы с английского языка.

## Сочинения
- От героя к человеку: два века западноевропейской литературы. — М., 1990. — 397 с.
- Немецко-русский и русско-немецкий словарь. — М., 1991. — 765 с. (в соавт. с Рымашевской Э. Л.)
- Драма немецкого романтизма. — М., 1992. — 335 с.
- Бог Нахтигаль. Немецкая и австрийская поэзия в переводах А. Карельского. — М., 1993. — 128 с.

Издательством РГГУ выпущены лекции по зарубежной литературе А. В. Карельского: «Метаморфозы Орфея» (1998), «Хрупкая лира» (1999) и «Немецкий Орфей» (2007).